# Тернів
Терні́в —село в Україні, у Жовківській міській громаді Львівського району Львівської області, орган місцевого самоврядування — Жовківська міська рада. Населення становить 115 осіб (станом на 2001 рік). Село розташоване на півдні колишнього Жовківського району, за 2,9 кілометра від центру громади. Засноване 1399 року.

## Географія
Село Тернів лежить за 2,9 км на південь від центру громади, фізична відстань до Києва — 452,9 км.

## Історія
Тернів раніше був присілком села Мокротин.[джерело?]
12 червня 2020 року, відповідно до розпорядження Кабінету Міністрів України № 718-р «Про визначення адміністративних центрів та затвердження територій територіальних громад Львівської області», село увійшло до складу Жовківської міської громади.
19 липня 2020 року, в результаті адміністративно-територіальної реформи та ліквідації Жовківського району, село увійшло до складу новоствореного Львівського району.

## Населення
Станом на 1989 рік у селі проживали 122 особи, серед них — 51 чоловік і 71 жінка.
За даними перепису населення 2001 року у селі проживало 115 осіб. Рідною мовою назвали:
| Мова       | Кількість осіб | Відсоток |
| ---------- | -------------- | -------- |
| українська | 114            | 99,13 %  |
| російська  | 1              | 0,87 %   |

## Персоналії
- Будзиновський Осип (1885—1919) — оберлейтенант Легіону Українських Січових Стрільців — перший командант 3-ї сотні.